# Élections législatives de 1951 en Gironde
Les élections législatives françaises de 1951 se tiennent le 17 juin. Ce sont les deuxièmes élections législatives de la Quatrième République.

## Mode de scrutin
Représentation proportionnelle plurinominale suivant la méthode du plus fort reste dans 103 circonscriptions, conformément à la loi des apparentements : les listes qui se sont « apparentées » avant l'élection remportent tous les sièges de la circonscription si leurs voix ajoutées obtiennent la majorité absolue des suffrages exprimés. Il y a 629 sièges à pourvoir.
Le vote préférentiel est admis. 
Les législateurs ne voulant pas que les circonscriptions dépassent les 9 sièges, le département est découpé en 2 circonscriptions. 
La Première  correspond aux Arrondissements de Lesparre et de Bordeaux (moins les cantons de Carbon-Blanc, Créon, Cadillac, Saint-André-de-Cubzac et Podensac), dotée de 6 sièges, la deuxième englobe le reste du département et 4 sièges.

## Candidats (première circonscription)

### Liste d'union du Rassemblement du peuple français, du Rassemblement des gauches républicaines et du groupement national de défense des libertés professionnelles et des contribuables
| N° | Candidats | Candidats             | Parti | Principales fonctions                                                 |
| -- | --------- | --------------------- | ----- | --------------------------------------------------------------------- |
| 01 |           | Jacques Chaban-Delmas | RPF   | Député sortant, maire de Bordeaux                                     |
| 02 |           | Émile Liquard         | RPF   | Député sortant, maire de Saint-Germain-d'Esteuil                      |
| 03 |           | Lucien de Gracia      | RPF   | Sénateur, maire d'Arcachon                                            |
| 04 |           | Jean Deymes           | RGR   | Adjoint au maire de Bordeaux                                          |
| 05 |           | Ferdinand Palau       | RGR   | Conseiller municipal de Bordeaux, garagiste                           |
| 06 |           | Henri Doublet         | RPF   | Conseiller général du canton de La Brède, maire de Beautiran, médecin |

### Liste du Parti socialiste Section française de l'Internationale ouvrière
| N° | Candidats | Candidats             | Parti | Principales fonctions                                                       |
| -- | --------- | --------------------- | ----- | --------------------------------------------------------------------------- |
| 01 |           | Jean-Fernand Audeguil | SFIO  | Professeur, député sortant, conseiller municipal de Bordeaux                |
| 02 |           | M. Costedoat          | SFIO  | Avocat à la Cour                                                            |
| 03 |           | Jean Digneaux         | SFIO  | Propriétaire agricole, sylviculteur, conseiller général du canton d'Audenge |
| 04 |           | M. Lamboley           | SFIO  | Retraité des PTT                                                            |
| 05 |           | M. Larrère            | SFIO  | Instituteur                                                                 |
| 06 |           | M. Lyonnet            | SFIO  | Employé                                                                     |

### Liste d'union républicaine, résistante et antifasciste présentée par le Parti communiste français
| N° | Candidats | Candidats        | Parti | Principales fonctions                                                           |
| -- | --------- | ---------------- | ----- | ------------------------------------------------------------------------------- |
| 01 |           | Marc Dupuy       | PCF   | Député sortant, cheminot, ancien résistant                                      |
| 02 |           | Renée Reyraud    | PCF   | Député sortant, ancienne déportée, ménagère, conseillère municipale de Mérignac |
| 03 |           | Bernard Mazon    | PCF   | Ouvrier du bois, Bordeaux                                                       |
| 04 |           | Raoul Martinez   | PCF   | Docker, Lormont                                                                 |
| 05 |           | Marius Darricade | PCF   | Propriétaire-viticulteur, conseiller municipal de Saint-Christoly-Médoc         |
| 06 |           | Jean Couraud     | PCF   | Pharmacien, conseiller municipal de Bordeaux                                    |

### Liste des groupes républicains et indépendants français
| N° | Candidats | Candidats          | Parti | Principales fonctions                                                                                             |
| -- | --------- | ------------------ | ----- | --- |
| 01 |           | Paul Estèbe        | PRL   | Ancien directeur-adjoint du cabinet du Maréchal Pétain, ancien déporté politique, conseiller de l'Union française |
| 02 |           | Pierre Pauly       | RGRIF | Propriétaire viticulteur éleveur dans le Médoc                                                                    |
| 03 |           | Henry Glotin       | RGRIF | Commerçant à Bordeaux                                                                                             |
| 04 |           | Jean Benais        | RGRIF | Négociant à Bordeaux                                                                                              |
| 05 |           | Charles Chassain   | RGRIF | Commerçant, conseiller municipal de Gujan-Mestras                                                                 |
| 06 |           | Jacques de Miollis | RGRIF | Administrateur municipal, médecin à Bordeaux                                                                      |

### Liste du Mouvement républicain populaire
| N° | Candidats | Candidats       | Parti | Principales fonctions                   |
| -- | --------- | --------------- | ----- | --------------------------------------- |
| 01 |           | Henri Teitgen   | MRP   | Avocat, député sortant, ancien Ministre |
| 02 |           | Pierre Frédefon | MRP   | Avocat à Bordeaux                       |
| 03 |           | M. Verdier      | MRP   | Ouvrier                                 |
| 04 |           | M. Duvigneau    | MRP   | Directeur commercial                    |
| 05 |           | M. Leymarie     | MRP   | Pharmacien                              |
| 06 |           | M. Cornut       | MRP   | Cheminot                                |

### Liste du Centre national des indépendants et paysans
| N° | Candidats | Candidats              | Parti | Principales fonctions                                   |
| -- | --------- | ---------------------- | ----- | ------------------------------------------------------- |
| 01 |           | Raphaël Courrègelongue | CNIP  | Ancien Premier Président de la Cour d'Appel de Bordeaux |
| 02 |           | M. Martin              | CNIP  | Propriétaire viticulteur                                |
| 03 |           | M. Dubein              | CNIP  | Négociant                                               |
| 04 |           | M. Roussel             | CNIP  | Commerçant                                              |
| 05 |           | M. Daubin              | CNIP  | Propriétaire sylviculteur                               |
| 06 |           | M. Dubesset            | CNIP  | Travailleur indépendant                                 |

### Liste indépendante républicaine
| N° | Candidats | Candidats    | Parti                   | Principales fonctions                |
| -- | --------- | ------------ | ----------------------- | ------------------------------------ |
| 01 |           | M. Carrel    | Indépendant républicain | Commerçant                           |
| 02 |           | M. Vayssière | Indépendant républicain | Exploitant agricole                  |
| 03 |           | M. Bernadat  | Indépendant républicain | Artisan                              |
| 04 |           | M. Coirard   | Indépendant républicain | Commissionnaire en fruits et légumes |
| 05 |           | M. Demestre  | Indépendant républicain | Directeur commercial                 |
| 06 |           | M. Marasse   | Indépendant républicain | Commerçant                           |

### Liste du Mouvement communiste français indépendant
| N° | Candidats | Candidats         | Parti         | Principales fonctions                                      |
| -- | --------- | ----------------- | ------------- | ---------------------------------------------------------- |
| 01 |           | M. Adam           | dissident PCF | Administrateur civil au Ministère de l'Éducation nationale |
| 02 |           | M. Tilhet-Morlaas | dissident PCF | Électricien                                                |
| 03 |           | M. Jean           | dissident PCF | Docker                                                     |
| 04 |           | M. Marchapt       | dissident PCF | Comptable                                                  |
| 05 |           | M. Corbière       | dissident PCF | Docker                                                     |
| 06 |           | M. Meyneau        | dissident PCF | Représentant                                               |

### Liste de défense des consommateurs
| N° | Candidats | Candidats     | Parti                     | Principales fonctions |
| -- | --------- | ------------- | ------------------------- | --------------------- |
| 01 |           | M. Canteloube | Défense des consommateurs | Industriel à Arcachon |
| 02 |           | M. Sarthou    | Défense des consommateurs | Docteur en médecine   |
| 03 |           | M. Séguineaud | Défense des consommateurs | Artisan ébéniste      |
| 04 |           | M. Marquet    | Défense des consommateurs | Ostréiculteur         |
| 05 |           | M. Martelly   | Défense des consommateurs | Représentant          |
| 06 |           | M. Bidegain   | Défense des consommateurs |                       |

## Candidats (deuxième circonscription)

### Liste du Parti socialiste Section française de l'Internationale ouvrière
| N° | Candidats | Candidats          | Parti | Principales fonctions                                                              |
| -- | --------- | ------------------ | ----- | ---------------------------------------------------------------------------------- |
| 01 |           | Jean-Raymond Guyon | SFIO  | Fonctionnaire des contributions directes, député sortant, ancien ministre, Floirac |
| 02 |           | René Cassagne      | SFIO  | Instituteur et journaliste, maire de Cenon                                         |
| 03 |           | Jean-Élien Jambon  | SFIO  | Viticulteur propriétaire-exploitant, conseiller général du canton de Coutras       |
| 04 |           | Jean Bordessoulles | SFIO  | Agriculteur, conseiller général du canton de Villandraut, maire de Lucmau          |

### Liste de l'union des indépendants, des paysans et des républicains nationaux
| N° | Candidats | Candidats            | Parti | Principales fonctions                                                                                |
| -- | --------- | -------------------- | ----- | --- |
| 01 |           | Jean Sourbet         | CNIP  | Propriétaire-viticulteur, maire de Morizès, conseiller général du canton de La Réole, député sortant |
| 02 |           | Jules Ramarony       | CNIP  | Député sortant, Président de la commission de la Marine marchande, avocat à Bordeaux                 |
| 03 |           | Jean Durand-Teyssier | CNIP  | Propriétaire exploitant, Libourne                                                                    |
| 04 |           | Marcel Deloche       | CNIP  | Propriétaire viticulteur, conseiller municipal de Blaye                                              |

### Liste du Rassemblement du peuple français
| N° | Candidats | Candidats           | Parti | Principales fonctions                                                                   |
| -- | --------- | ------------------- | ----- | --------------------------------------------------------------------------------------- |
| 01 |           | Gabriel Seynat      | RPF   | Médecin, conseiller général, adjoint au maire de Bordeaux                               |
| 02 |           | Gérard Deliaune     | RPF   | Maire de Saint-Ciers-de-Canesse, propriétaire viticulteur                               |
| 03 |           | Jean Bernadet       | RPF   | Maire de Barsac, propriétaire viticulteur, ingénieur des travaux publics de l'État      |
| 04 |           | Jean Vialard-Goudou | RPF   | Médecin-colonel des troupes coloniales, propriétaire viticulteur, Castillon-la-Bataille |

### Liste d'union républicaine, résistante et antifasciste présentée par le Parti communiste français
| N° | Candidats | Candidats       | Parti | Principales fonctions                                                                        |
| -- | --------- | --------------- | ----- | -------------------------------------------------------------------------------------------- |
| 01 |           | Jean Rieu       | PCF   | Ouvrier tourneur sur métaux, ancien résistant, conseiller municipal de Cenon                 |
| 02 |           | René Duhourquet | PCF   | Cheminot (monteur électricien), ancien résistant, ancien Conseiller de la République, Bègles |
| 03 |           | M. Vigneau      | PCF   | Métayer                                                                                      |
| 04 |           | M. Delage       | PCF   | Propriétaire viticulteur                                                                     |

### Liste du Rassemblement des gauches républicaines
| N° | Candidats | Candidats               | Parti | Principales fonctions                                                                                                   |
| -- | --------- | ----------------------- | ----- | --- |
| 01 |           | Jean Michard-Pellissier | RGR   | Avocat à la Cour, ancien député et conseiller général des Hautes-Alpes, conseiller de l'Union française, Soulac-sur-Mer |
| 02 |           | M. Jonaillac            | RGR   | Boulanger-pâtissier |
| 03 |           | M. Gellie               | RGR   | Propriétaire viticulteur                                                                                                |
| 04 |           | M. Vinsot               | RGR   | Propriétaire viticulteur, ingénieur agronome                                                                            |

### Liste du Mouvement républicain populaire
| N° | Candidats | Candidats         | Parti | Principales fonctions |
| -- | --------- | ----------------- | ----- | --------------------- |
| 01 |           | André Le Guénédal | MRP   | Propriétaire          |
| 02 |           | M. Eyraud         | MRP   | Docteur en médecine   |
| 03 |           | M. Brothier       | MRP   | Éleveur               |
| 04 |           | M. Taillet        | MRP   | Employé de commerce   |

### Liste de défense des libertés
| N° | Candidats | Candidats   | Parti                | Principales fonctions      |
| -- | --------- | ----------- | -------------------- | -------------------------- |
| 01 |           | Mlle Lafaye | Défense des libertés | Chef de l'emploi à la RATP |
| 02 |           | M. Faugeras | Défense des libertés | Commerçant                 |
| 03 |           | M. Raymond  | Défense des libertés | Docteur en médecine        |
| 04 |           | M. Laborde  | Défense des libertés | Propriétaire agriculteur   |

## Élus
| Circonscription | Député sortant        | Parti | Parti   | Député élu ou réélu   | Parti | Parti      |
| --------------- | --------------------- | ----- | ------- | --------------------- | ----- | ---------- |
| 1re             | Marc Dupuy            |       | PCF     | Marc Dupuy            |       | PCF        |
| 1re             | Renée Reyraud         |       | PCF     | Lucien de Gracia      |       | RPF        |
| 1re             | Jean-Fernand Audeguil |       | SFIO    | Jean-Fernand Audeguil |       | SFIO       |
| 1re             | Henri Teitgen         |       | MRP     | Paul Estèbe           |       | RGRIF-UNIR |
| 1re             | Émile Liquard         |       | MRP     | Émile Liquard         |       | RPF        |
| 1re             | Jacques Chaban-Delmas |       | Rad soc | Jacques Chaban-Delmas |       | RPF        |
| 2e              | Jean-Raymond Guyon    |       | SFIO    | Gabriel Seynat        |       | RPF        |
| 2e              | Marceau Dupuy         |       | Rad soc | Gérard Deliaune       |       | RPF        |
| 2e              | Jules Ramarony        |       | CNIP    | Jules Ramarony        |       | CNIP       |
| 2e              | Jean Sourbet          |       | CNIP    | Jean Sourbet          |       | CNIP       |

## Résultats

### Première circonscription  (Bordeaux-Lesparre)
- Il n'y a pas eu d'apparentement dans cette circonscription.
- Les sièges sont répartis à la proportionnelle entre tous les partis.

| Parti    | Parti                        | Tête de liste         | Résultats | Résultats | Sièges |  |
| Parti    | Parti                        | Tête de liste         | Voix      | %         |        |  |
| -------- | ---------------------------- | --------------------- | --------- | --------- | ------ |  |
|          | RPF-RGR Défense des libertés | Jacques Chaban-Delmas | 84 609    | 37,40     | 3      |  |
|          | SFIO                         | Jean-Fernand Audeguil | 49 393    | 21,83     | 1      |  |
|          | PCF                          | Marc Dupuy            | 41 360    | 18,28     | 1      |  |
|          | RGRIF-UNIR                   | Paul Estèbe           | 25 670    | 11,35     | 1      |  |
|          | MRP                          | Henri Teitgen         | 12 540    | 5,54      | 0      |  |
|          | CNIP                         | André Courrègelongue  | 4 212     | 1,86      | 0      |  |
|          | Ind. Rép                     | M. Carrel             | 2 856     | 1,26      | 0      |  |
|          | MCFI*                        | M. Adam               | 2 376     | 1,05      | 0      |  |
|          | Déf. conso                   | M. Canteloube         | 1 541     | 0,68      | 0      |  |
|          |                              |                       |           |           |        |  |
| Inscrits | Inscrits                     | Inscrits              | 311 290   | 100,00    | 6      |  |
| Votants  | Votants                      | Votants               | 231 433   | 74,35     |        |  |
| Exprimés | Exprimés                     | Exprimés              | 226 237   | 97,76     |        |  |

- Le MCFI (Mouvement communiste français indépendant) était une organisation politique fondée en 1948 par Darius Le Corre, ancien député de Seine-Inférieure.

### Deuxième circonscription  (Libourne-Blaye-Langon)
- Les listes du CNIP, du RPF et du RGR se sont apparentées.
- Leurs voix cumulées représentant plus de 50% des exprimés, tous les sièges sont répartis à la proportionnelle entre les partis apparentés.

| Parti    | Parti    | Tête de liste           | Résultats | Résultats | Sièges |  |
| Parti    | Parti    | Tête de liste           | Voix      | %         |        |  |
| -------- | -------- | ----------------------- | --------- | --------- | ------ |  |
|          | SFIO     | Jean-Raymond Guyon      | 40 420    | 26,98     | 0      |  |
|          | CNIP *   | Jean Sourbet            | 38 166    | 25,47     | 2      |  |
|          | RPF *    | Gabriel Seynat          | 28 586    | 19,08     | 2      |  |
|          | PCF      | Jean Rieu               | 26 513    | 17,70     | 0      |  |
|          | RGR *    | Jean Michard-Pellissier | 9 508     | 6,35      | 0      |  |
|          | MRP      | André Le Guénédal       | 4 104     | 2,74      | 0      |  |
|          | Déf. lib | Mlle Lafaye             | 1 381     | 0,92      | 0      |  |
|          |          |                         |           |           |        |  |
| Inscrits | Inscrits | Inscrits                | 204 228   | 100,00    | 4      |  |
| Votants  | Votants  | Votants                 | 153 914   | 75,36     |        |  |
| Exprimés | Exprimés | Exprimés                | 149 830   | 97,35     |        |  |